# 1992年夏季奥林匹克运动会网球比赛
1992年夏季奥林匹克运动会网球比赛是1992年夏季奥林匹克运动会的其中一个比赛大项，于1992年7月28日-8月8日在巴塞罗那赫布龙网球场的室外红土球场上进行。
马克·罗塞特为瑞士队获得首枚奥运会网球项目金牌。

## 奖牌得主
| 项目              | 金牌                                               | 银牌                                                     | 铜牌                                                |  |  |  |
| 男子单打 （詳細） | 马克·罗塞特 · 瑞士（SUI）                          | 霍尔迪·阿雷塞 · 西班牙（ESP）                            | 戈兰·伊万尼塞维奇 · 克罗地亚（CRO）                 |  |  |  |
| 男子单打 （詳細） | 马克·罗塞特 · 瑞士（SUI）                          | 霍尔迪·阿雷塞 · 西班牙（ESP）                            | 安德烈·切尔卡索夫 · 独联体（EUN）                   |  |  |  |
| 男子双打 （詳細） | 德国（GER） · 鲍里斯·贝克尔 · 米夏埃尔·施蒂希      | 南非（RSA） · 韦恩·费雷拉 · 皮特·诺瓦尔                  | 克罗地亚（CRO） · 戈兰·伊万尼塞维奇 · 戈兰·普尔皮奇 |  |  |  |
| 男子双打 （詳細） | 德国（GER） · 鲍里斯·贝克尔 · 米夏埃尔·施蒂希      | 南非（RSA） · 韦恩·费雷拉 · 皮特·诺瓦尔                  | 阿根廷（ARG） · 哈维尔·弗拉纳 · 克里斯蒂安·米尼西   |  |  |  |
|                   |                                                    |                                                          |                                                     |  |  |  |
| 女子单打 （詳細） | 珍妮弗·卡普里亚蒂 · 美国（USA）                    | 施特菲·格拉芙 · 德国（GER）                              | 玛丽·乔·费尔南德斯 · 美国（USA）                    |  |  |  |
| 女子单打 （詳細） | 珍妮弗·卡普里亚蒂 · 美国（USA）                    | 施特菲·格拉芙 · 德国（GER）                              | 阿兰查·桑切斯·维卡里奥 · 西班牙（ESP）              |  |  |  |
| 女子双打 （詳細） | 美国（USA） · 吉吉·费尔南德斯 · 玛丽·乔·费尔南德斯 | 西班牙（ESP） · 康奇塔·马丁内斯 · 阿兰查·桑切斯·维卡里奥 | 独联体（EUN） · 莱拉·梅斯克 · 娜塔莎·兹韦列娃       |  |  |  |
| 女子双打 （詳細） | 美国（USA） · 吉吉·费尔南德斯 · 玛丽·乔·费尔南德斯 | 西班牙（ESP） · 康奇塔·马丁内斯 · 阿兰查·桑切斯·维卡里奥 | （AUS） · 妮科尔·布拉特克 · 蕾切尔·麦奎兰           |  |  |  |

## 奖牌榜
*   主办国家/地区（西班牙）
| 排名                     | 国家 / 地区              | 金牌 | 銀牌 | 銅牌 | 总计 |
| ------------------------ | ------------------------ | ---- | ---- | ---- | ---- |
| 1                        | 美国（USA）              | 2    | 0    | 1    | 3    |
| 2                        | 德国（GER）              | 1    | 1    | 0    | 2    |
| 3                        | 瑞士（SUI）              | 1    | 0    | 0    | 1    |
| 4                        | 西班牙（ESP）*           | 0    | 2    | 1    | 3    |
| 5                        | 南非（RSA）              | 0    | 1    | 0    | 1    |
| 6                        | 克罗地亚（CRO）          | 0    | 0    | 2    | 2    |
| 6                        | 独联体（EUN）            | 0    | 0    | 2    | 2    |
| 8                        | 阿根廷（ARG）            | 0    | 0    | 1    | 1    |
| 8                        | （AUS）                  | 0    | 0    | 1    | 1    |
| 总计（共9个国家 / 地区） | 总计（共9个国家 / 地区） | 4    | 4    | 8    | 16   |